# Jan Przytarski
Jan Przytarski (ur. 2 grudnia 1925 w Ostrowie, zm. 30 maja 2009) – wojewoda toruński od 1 czerwca 1975 do 1981.

## Życiorys
Urodził się 2 grudnia 1925 w Ostrowiu. 1 czerwca 1975 objął stanowisko wojewody toruńskiego, które piastował do 1981. W 1981 został dyrektorem Wojewódzkiego Urzędu Statystycznego w Toruniu.
W czasie stanu wojennego został internowany wraz grupą byłych czołowych działaczy PZPR.
Zmarł 30 maja 2009.